# Каменярі (вірш)
«Каменярі́» — вірш українського письменника Івана Франка, написаний у 1878 році. З'явився друком в альманасі «Дзвін» у другій половині того ж року. За мотивами цього вірша самого автора називають «Каменярем».

## Передісторія та ідейна основа
У 1875 році, закінчивши гімназію, Франко пішки подорожував Галичиною, дізнавався про рідний край та життя народу. Йому трапилося побачити на недобудованій дорозі роботу каменярів-брукувальників. Враження від спостереження лягли в основу вірша «Каменярі». За згадками самого Франка: 
|  | В основі сеї теми лежали конкретні враження робітників, що товкли каміння на дорозі, і оповідання про пробивання залізничного тунелю в Карпатах біля Дуклі. |

Багато років по тому, в оповіданні «Вугляр» він напише: 
|  | Гірка доля тих людей. За нужденну плату 60—80 кр. денно сиди там цілий день на вітрі, сльоті і вогкості, двигай тяжкий залізний молот та товчи каміння. А їх там багато сиділо… Ті люди були понурі, нужденні з лиць і одежі… |

Отже, у 1878 році, вийшовши з тюрми, він пише свій славнозвісний вірш. Тепер він сприймав своє враження трирічної давності під дещо іншим кутом. Нужденні каменярі, які розбивають камінь, та гранітні скелі перед ними і прокладаний шлях набули у його вірші переносного значення. Величезні скелі стали символом несправедливості, пригнічення, неволі. З ними ведуть боротьбу борці за свободу — каменярі. Добровільно взявши на себе тяжкий труд, «раби волі», прикуті залізними ланцями, вони ціною власного добробуту прокладають путь до нового життя. Сам Франко вважав себе одним з каменярів, невипадково, говорячи про них, він завжди каже «ми». У початку вірша мовиться про «голос згори». Поет не розкриває його природи. Це може бути як особиста совість, так і людська правда.

## Композиція
Вірш «Каменярі» часто звуть поемою. Незважаючи на невеличкий обсяг, за пафосом, піднесеністю він дійсно і є таким. Написаний він шестистопним ямбом — цей розмір найкраще відповідає героїчному характеру твору.
Оригінальна орфографія «Каменярів» — правопис М. П. Драгоманова.

## Вислови

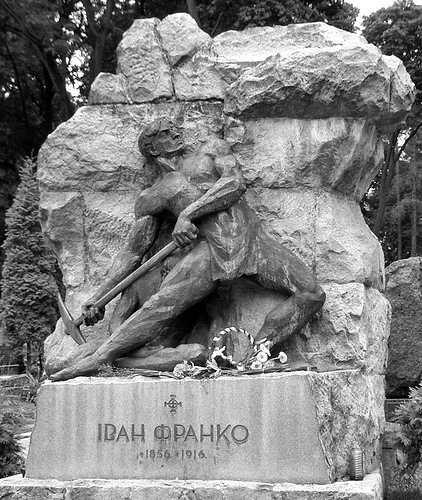
Каменяр на надгробку Івана Франка

Іван Франко («Молода Україна»): 
|  | Історія нашого українського національного руху… пригадує нам образ того заклепаного народу, змушеного пробивати велику, віковічну скалу, яка ділить його від свобідних, повноправних, цивілізованих націй, а при тім позбавленого найважнішого знаряду для сеї праці — заліза, себто національної свідомості, почуття солідарності і невідлучного від неї почуття сили і віри в остаточний успіх. Скільки важкого зусилля! Скільки душевних і фізичних екзистенцій, загирених талантів, змарнованих сил і характерів! І як помалу, важко, майже мікроскопічно йшли перші кроки! І як малі й досі наші здобутки, осягнені нами результати в порівнянню до того, що за той час осягли наші сусіди, в порівнянню до тої конкуренції, яка на кождім кроці грозить нам із їх боку! |

## Офіційна ідеологія
За радянських часів образ борця-каменяра зв'язувався з соціалістичними, революційними ідеями. Але зміст вірша значно ширший за революційну ідеологію.

## Переклади іншими мовами

### Професійні переклади
Існують переклади наступними мовами:
- польською: Сидір Твердохліб (1911)[4];
- англійською: Персіваль Канді[5] та інші[6]
- болгарською: Хр. Цанков — «Каменярі» (1920);
- чеською: Ф. Гомолька — «Каменярі» (1952).

## Відлуння
- «Великий Каменяр» — прізвисько, яким нарекли самого Івана Франка.
- Надгробок Івану Франкові на Личаківському цвинтарі у Львові містить той же образ — борець-каменяр з кайлом у руці, який рубає скелю.
- Ім'я «Каменяр» присвоєне астероїду головного поясу, відкритому 11 вересня 1977 року.